# Scientist
Scientist, pseudonimo di Hopeton Overton Brown (Kingston, 1960), è un produttore discografico giamaicano ed e è stato un pupillo di King Tubby, uno dei fondatori della musica dub.

## Biografia
Introdotto all'elettronica da suo padre, che lavorava come tecnico riparatore di televisori e radio, ha iniziato costruendo in proprio i suoi amplificatori per poi acquistare i trasformatori dello studio di registrazione di King Tubby (situato in Dromilly Road). Proprio a King Tubby chiese di dargli una possibilità al banco di mixaggio: iniziò al Tubby's come assistente, svolgendo attività tecniche quali l'avvolgimento delle bobine dei trasformatori; iniziò a lavorare come tecnico al mixer verso la metà degli anni 1970, inizialmente creando versioni dub di brani tratti dai ritmi di canzoni di Studio One per l'etichetta di Don Mais Roots Tradition.
Il primo brano di successo mixato da Scientist è stato "Collie Weed" di Barrington Levy.
Il suo nome nasce da uno scherzo tra Tubby e Bunny Lee: avendo notato avanti le idee innovative e le aspirazioni tecniche di Brown, Tubby osservò "Accidenti, questo ragazzo deve essere uno scienziato." Lasciò lo studio King Tubby's alla fine degli anni 1970 e divenne l'ingegnere principale per il Channel One Studio, quando fu assunto dai fratelli Hoo Kim, che gli diedero la possibilità di lavorare su un banco di mixaggio a 16 tracce, invece che sul quattro tracce presente al Tubby's studio.
Venne alla ribalta nei primi anni 1980 producendo molti album, con il suo mixaggio che figurava di molte uscite discografiche nella prima parte del decennio. In particolare, è stato l'ingegnere preferito di Henry "Junjo" Lawes, per il quale ha mixato diversi album con i Roots Radics, molti dei quali basati su brani di Barrington Levy. Ha lavoro molto anche per Linval Thompson e Jah Thomas. Nel 1982 ha lasciato Channel One andando a lavorare al Tuff studio Gong come vice ingegnere di Errol Brown. In seguito, nel 1985 emigrò negli Stati Uniti (a Washington D.C.), di nuovo a lavorare in studio come un ingegnere del suono. Nei primi anni 1980 ha realizzato una serie di album, pubblicati da Greensleeves, con titoli a tema su combattimenti immaginari contro gli Space Invaders (Scientist Meets the Space Invaders, del 1981), Pac-Man (Scientist Encounters Pac-Man, del 1982) e vampiri (Scientist Rids the World of the Evil Curse of the Vampires, del 1981) e vincendo la Coppa del Mondo (Scientist Wins the World Cup, del 1983).

## Discografia parziale

### Album
- 1980 – Introducing Scientist: The Best Dub Album in the World
- 1980 – Allied Dub Selection
- 1980 – Heavyweight Dub Champion
- 1980 – Prince Jammy & Scientist - Big Showdown at King Tubby's
- 1981 – King Tubby & Scientist - Ranking Dread In Dub
- 1981 – Scientist Meets the Space Invaders
- 1981 – Scientist Rids the World of the Evil Curse of the Vampires
- 1981 – Scientist Meets the Roots Radics
- 1981 – Scientist in the Kingdom of Dub
- 1981 – Scientific Dub
- 1981 – Dub Landing Vol. 1
- 1981 – Yabby You & Michael Prophet Meet Scientist at the Dub Station
- 1981 – King Tubby, Prince Jammy & Scientist - First, Second and Third Generation
- 1981 – Dub War
- 1981 – World at War
- 1982 – Prince Jammy & Scientist - Dub Landing Vol. 2
- 1982 – High Priest of Dub
- 1982 – Crucial Bunny & ScientistDub Duel
- 1982 – Scientist Encounters Pac-Man
- 1982 – Seducer Dub Wise
- 1983 – Scientist Wins the World Cup
- 1983 – Dub Duel at King Tubby's
- 1983 – Prince Jammy & Scientist - Scientist & Jammy Strike Back
- 1983 – The People's Choice
- 1984 – Crucial Cuts Vol. 1
- 1984 – Crucial Cuts Vol. 2
- 1984 – 1999 Dub
- 1987 – King of Dub
- 1989 – International Heroes Dub
- 1990 – Tribute to King Tubby
- 1995 – Freedom Fighters Dub
- 1995 – Dubbin With Horns
- 1996 – Dub in the Roots Tradition
- 1996 – Repatriation Dub
- 1996 – King Tubby & Scientist - King Tubby Meets Scientist in a World of Dub
- 1996 – King Tubby & Scientist - King Tubby's Meets Scientist at Dub Station
- 1997 – Dub Science
- 1997 – Dub Science, Dub For Daze, Volume 2
- 1997 – Mad Professor & Scientist - Scientist Meets the Crazy Mad Professor at Channel One Studio
- 1999 – Respect Due (Joseph I Meets the Scientist in Tribute to Jackie Mittoo)
- 1999 – Mach 1 Beyond Sound Barrier
- 2000 – Scientist Dubs Culture Into a Parallel Universe
- 2001 – All Hail the Dub Head
- 2003 – Ras Portrait
- 2003 – Pockets of Resistance
- 2003 – Scientist Meets The Pocket
- 2005 – Nightshade Meets Scientist- featuring Wadi Gad
- 2006 – Dub From the Ghetto (compilation)
- 2006 – Dub 911